# Palpares elegantulus
Palpares elegantulus är en insektsart som beskrevs av Louis Albert Péringuey 1910. Palpares elegantulus ingår i släktet Palpares och familjen myrlejonsländor. Inga underarter finns listade i Catalogue of Life.